# Euctenostega hypsicyma
Euctenostega hypsicyma là một loài bướm đêm trong họ Geometridae.